# تپه گوزی
'تپه گوزی (ابهر)' گوزی مربوط به دوره سلجوقیان است و در شهرستان ابهر، بخش مرکزی، دهستان دره سجین، روستای خلبفه حصار، ۹۴۰ متری ج ش روستای خلیفه حصار واقع شده و این اثر در تاریخ ۱۸ شهریور ۱۳۸۷ با شمارهٔ ثبت ۲۳۲۴۹ به‌عنوان یکی از آثار ملی ایران به ثبت رسیده است.